# Uloborus canus
Uloborus canus är en spindelart som beskrevs av MacLeay 1827. Uloborus canus ingår i släktet Uloborus och familjen krusnätsspindlar. Inga underarter finns listade i Catalogue of Life.